# Дриновци (Груде)
Дриновци су насељено мјесто у Босни и Херцеговини у општини Груде које административно припада Федерацији Босне и Херцеговине. Према попису становништва из 1991. у насељу је живјело 2.440 становника.

## Географски положај
Дриновци су смјештени у Херцеговини на југоисточној страни Имотског поља. Релативно велика површина мјеста и 2.440 становника по задњем попису зз 1991. године, смјешта Дриновце у ред великих херцеговачких села.

## Становништво
| Националност       | 1991.          | 1981.          | 1971.          |
| Хрвати             | 2.419 (99,13%) | 3.227 (99,10%) | 3.509 (99,80%) |
| Срби               | 0              | 7 (0,21%)      | 2 (0,05%)      |
| Муслимани          | 0              | 2 (0,06%)      | 0              |
| Југословени        | 0              | 2 (0,06%)      | 1 (0,02%)      |
| остали и непознато | 21 (0,86%)     | 18 (0,55%)     | 4 (0,11%)      |
| Укупно             | 2.440          | 3.256          | 3.516          |